# Hemmingstorp
Hemmingstorp är en medeltida gård i Åsbo socken, Boxholms kommun. Gården består av 1/2 mantal.
Hemmingstorp tillhörde 1687 fru Marg. Drake och 1700 fram till åtminstone 1710 Bengt Liljestjelke. 1726 tillhörde det släkten Gyllenståhl och 1853 till Boarp och senare (1917) till Boxholms AB.